# Tetragnatha valida
Tetragnatha valida là một loài nhện trong họ Tetragnathidae.
Loài này thuộc chi Tetragnatha. Tetragnatha valida được Eugen von Keyserling miêu tả năm 1887.